# Осой (община Дебър)
 Тази статия е за дебърското село.  За кичевското вижте Осой (община Кичево).  
Осой (на македонска литературна норма: Осој) е село в Северна Македония, в община Дебър.

## География
Селото е разположено в областта Мала река в северните склонове на планината Стогово на Мала река.

## История
В османо-турски документи от втората половина на XV век Осой е отбелязано като напуснато от жителите си село.
В XIX век Осой е голямо българско мияшко село в Реканска каза на Османската империя. В „Етнография на вилаетите Адрианопол, Монастир и Салоника“, издадена в Константинопол в 1878 година и отразяваща статистиката на населението от 1873 година, Осой (Ossoy) е посочено като село с 80 домакинства, като жителите му са 223 българи.
Според статистиката на Васил Кънчов („Македония. Етнография и статистика“) в 1900 година Осой има 600 жители българи християни.
На Етнографската карта на Битолския вилает на Картографския институт в София от 1901 година Осой е чисто българско село в Реканската каза на Дебърския санджак с 86 къщи.
Цялото население на селото е под върховенството на Българската екзархия. По данни на секретаря на екзархията Димитър Мишев („La Macédoine et sa Population Chrétienne“) в 1905 година в Осой има 688 българи екзархисти и в селото функционира българско училище.
В 1910 година селото пострадва по време на обезоръжителната акция.
В 1911 година вестник „Дебърски глас“ пише, че в селото пуска корени сръбската пропаганда и няколко къщи са станали сърбомански. По този повод набедените Блаже, Мане и чичо им Теофил Георгиеви пишат писмо до вестника, в което казват, че „цяла Дебърия да стане сърбоманска, пак ние не ставаме“. Според статистика на „Дебърски глас“ в 1911 година в Осой има 79 български екзархийски и 1 патриаршистка къща (от началото на 1911 г.).
При избухването на Балканската война в 1912 година 33 души от Осой са доброволци в Македоно-одринското опълчение.
В 1915 година, по време на Първата световна война, селото е анексирано от Царство България. Към 1 март 1916 година Осой е част от Гарската община на българската Дебърска околия.
На етническата си карта на Северозападна Македония в 1929 година Афанасий Селишчев отбелязва Осой като българско село.
Според преброяването от 2002 година селото има 6 жители македонци.
| Националност | Всичко |
| македонци    | 6      |
| албанци      | 0      |
| турци        | 0      |
| роми         | 0      |
| власи        | 0      |
| сърби        | 0      |
| бошняци      | 0      |
| други        | 0      |

В Рилския манастир, в лявата страна от гроба на цар Борис III, се намира резба, изработена на 10 октомври 1943 г. от жители на село Осой, Дебърска околия, с надпис:
| „ | На своя Царь Освободитель Борисъ III отъ признателна Македония. | “ |

Забележителности на селото са църквата „Свети Георги“ и манастирчето „Свети Архангел Михаил“.

## Личности
В XIX век в Осой, подобно на околните мияшки селища, процъфтява резбарският занаят и се оформя специфичната Дебърска художествена школа. Най-известният осойски художествен род са Филипови с главни представители Васил Аврамов (1812 — 1903) и Филип Аврамов (1814 — 1900). Други видни представители на школата от Осой са резбарят Нестор Алексиев (1873 — 1969) и зографът Евстатий Попдимитров (1857 — 1915). Гешко Стаматоски (1876 — 1908) е български революционер, деец на ВМОРО.